# Gare de Lutterbach
Gare de Lutterbach vasútállomás Franciaországban, Lutterbach településen.

## Vasútvonalak
Az állomást az alábbi vasútvonalak érintik:
- Strasbourg–Bázel-vasútvonal
- Lutterbach-Kruth-vasútvonal

## Kapcsolódó állomások
A vasútállomáshoz az alábbi állomások vannak a legközelebb:
- Gare de Graffenwald
- Gare de Richwiller
- Gare de Mulhouse-Dornach